# Samuele Gabai
(Giovanni Testori, Segno della gloria, 1992)
Samuele Gabai (Ligornetto, 15 febbraio 1949) è un pittore e incisore svizzero.

## Biografia
Nel 1969 si è trasferito a Milano, dove ha frequentato l'Accademia di Belle Arti di Brera diplomandosi nel 1973 (già nel 1972 aveva iniziato ad esporre alla Galleria delle Ore a Brera). Nella seconda metà degli anni Settanta è rientrato in Ticino, a Ligornetto, stabilendosi poi a Campora, in Valle di Muggio, mantenendo però stabili legami artistici sia con l'area lombarda sia con il resto della Svizzera (frequenti le esposizioni individuali e collettive in questi contesti).
Dal 1982 al 1984 ha vinto per tre volte la Borsa federale delle Belle Arti, grazie alla quale ha potuto soggiornare per due anni a Roma come membro dell'Istituto Svizzero.
Oggi vive a Campora e lavora a Vacallo.
Sue opere sono conservate presso Biblioteca Ambrosiana a Milano, Biblioteca Nazionale Svizzera a Berna, Biblioteca nazionale tedesca, Biblioteca cantonale di Lugano, Collezione d'arte della Confederazione svizzera, Graphische Sammlung del Politecnico federale di Zurigo, MASILugano, Pinacoteca comunale Casa Rusca a Locarno, Museo civico Villa dei Cedri a Bellinzona e Museo d'arte Mendrisio.

## Attività pittorica
La produzione pittorica di Gabai mostra alcuni riferimenti all'arte informale, evidenti soprattutto nel trattamento del colore che diventa esso stesso tratto semantico ("Blau und Gelb und Grün und Rot sind nie nur Farben, sind immer auch Zeichen" - "Blu e giallo e verde e rosso non sono mai solo colori, sono sempre anche segni", ha osservato il critico Hans-J. Müller) o che si smaterializza assumendo caratteristiche proprie di altre sostanze ("Pensiamo a certi suoi quadri grondanti e come frananti, dove la superficie è un getto liquido di colore, una macchia lichenica sulla tela" ha notato Elena Pontiggia).
Il superamento della componente puramente astratta (di derivazione informale) avviene però da subito in Gabai con l'emergere di una costante presenza figurale: il repertorio dell’immagine occupa infatti in maniera preponderante lo spazio, generando assonanze e pulsioni densamente evocative, accostabili alle tendenze innovative di matrice neoespressionista. Le Rocce madri (iniziate nel 1977) ma soprattutto la serie delle Presenze (realizzata a partire dai primi anni Ottanta) costituiscono da questo punto di vista un topos poetico del pittore.
La ciclicità tematica nella pittura di Gabai è letta da Domenico Montalto come "imperniata su una dimensione tutta intima del tempo, sull’atto morale del durare e del permanere", un risultato ottenuto optando "per la povertà del mezzo pittorico,  per la verecondia di un’opera,  di un opus fatto di tele, di pennellate, di carte segnate da inchiostri e pastelli. Prossima alla soglia della più irrimediabile fragilità di rappresentazione, la pittura di Gabai afferma un pensiero forte, resistendo all’azzeramento di significati che contrassegna la storia d’oggi".

Samuele Gabai, Grembo/bosco (1987), olio su tela, 160x170 cm, Collezioni d'arte della Confederazione svizzera
Samuele Gabai, Presenza, olio su tela (1990), 190x145 cm, Collezione privata
Samuele Gabai, Spaccata…primitiva (2008), olio su tela, 180x130 cm, Museo d'Arte di Mendrisio

## Calcografia e stampa d'arte
A partire da Stabat Mater ha realizzato svariate opere calcografiche, associando proprie incisioni, acqueforti o acquetinte a testi inediti di poeti, filosofi e scrittori, tra cui Giovanni Testori, Silvana Lattmann, Mario Luzi, Leopoldo Lonati, Gilberto Isella e Dieter Schlesak.
La produzione più recente, in tal senso, è quella dei Quaderni in ottavo: serie di pubblicazioni bibliofile che in tre serie da tre volumi (2017, 2019 e 2020) ha visto riuniti attorno a Gabai Sergio Givone, Marco Ceriani, Fabio Pusterla, Antonella Anedda, Franca Grisoni, Alberto Nessi, Antonio Rossi, Anna Ruchat ed Enrico Testa.

## Filmografia
- 2005: Villi Hermann, Sam Gabai. Presenze, Imagofilm, Lugano.